# Guerres de Mysore
Les guerres de Mysore sont une série de conflits qui opposèrent, au cours du XVIIIe siècle, dans l'Inde du Sud, le royaume de Mysore à la Compagnie britannique des Indes orientales (représenté par la Présidence de Madras), l'Empire marathe, le royaume de Travancore  et l'État de Hyderabad. Le royaume de Mysore est alors allié de la France. Elles s'achevèrent par la défaite d'Haidar Alî et de Tipû Sâhib et le démantèlement du Mysore au profit des alliés du Royaume-Uni.

## Première Guerre de Mysore (1767-1769)
Haidar Alî, le sultan du Mysore qui connaît alors un développement considérable, attire l'attention et l'inquiétude de la présidence de Madras qui, en 1766, a conclu un accord défensif commun avec le Nizâm de l'Hyderâbâd. Mais à peine cette alliance est-elle formée qu'un arrangement secret est conclu entre le Mysore et Hyderâbâd dont les troupes conjointes sont cependant battues à Chengam, le 3 septembre 1767, et surtout à Tiruvannamalai. Tipû Sâhib, le fils du sultan mène cependant un raid foudroyant sur Madras ce même mois de septembre et le gouverneur et sa suite ne lui échappent qu'en se réfugiant sur une frégate qui se trouve à quai par hasard.
Ayant perdu sa flotte nouvellement constituée et ses places fortes sur la côte occidentale, Haidar Alî recherche maintenant à conclure la paix, mais ses efforts n'étant pas couronnés de succès, il force le colonel Smith à lever le siège de Bangalore et conduit son armée dans la proche banlieue de Madras. Un traité de paix est enfin signé en avril 1769, il prévoit la restitution mutuelle de toutes les conquêtes et aide et assistance mutuelles en cas d'agression.

## Deuxième Guerre de Mysore (1780-1784)
Violant ce traité, les Britanniques refusent d'aider Haidar Alî quand le Mysore est attaqué par les Marathes en 1771, alors que la France lui accorde son soutien. Aussi lorsque, en 1780, les Britanniques, décidés à éliminer l'influence française en Inde depuis la déclaration de guerre de 1778, attaquent le comptoir de Mahé, sur la côte occidentale du Mysore, Haidar Alî s'interpose, les Britanniques lui déclarent la guerre et s'emparent du comptoir ainsi que de territoires appartenant au Mysore. En juillet 1780, il attaque le Sud-Ouest avec une armée de 80 000 hommes et 100 canons. Le 10 septembre, à la bataille de Pollilur, il écrase une armée britannique commandée par le colonel William Baillie, une victoire qui sera commémorée par une grande peinture murale dans le palais de Haidar Alî à Seringapatam. En octobre, il s'empare d'Arcot. 
Warren Hastings envoie alors Eyre Coote, depuis le Bengale. Haidar Alî le repousse à Chidambaram, mais est défait trois fois dans une succession de batailles à Porto Novo, Pollilur et Sholingarh, forçant Tipû Sâhib à lever le siège de Wandiwash. Cependant, Haidar Alî inflige une sévère défaite aux troupes britanniques commandées par le colonel Braithwaite sur les rives du Coleroon en février 1782. À la suite de l'arrivée de Lord Macartney, nouveau gouverneur de Madras, la flotte britannique s'empare de Negapatam et Haidar Alî prend conscience de l'importance de la flotte dans le conflit. Il envoie alors son fils Tipû Sâhib, sur la côte occidentale, demander l'assistance de la flotte française, mais laisse cependant son combat inachevé, le cancer l'emportant le 7 décembre de cette même année à Chittur. 
Les Britanniques s'emparent de Coimbatore en 1783, mais aucune des parties n'est véritablement victorieuse, aussi celles-ci mettent fin au conflit en 1784 par le traité de Mangalore, par lequel elle s'accordent pour se restituer les territoires conquis depuis le début de la guerre.

## Troisième Guerre de Mysore (1790-1792)

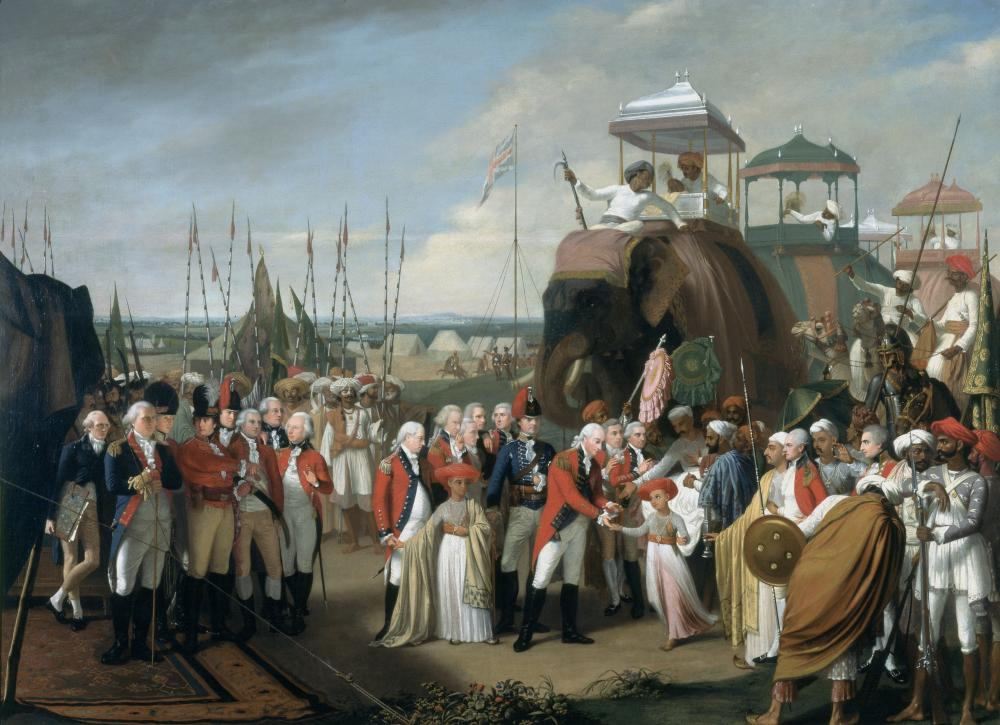
Reddition de Tipû Sâhib, toile de Robert Home, avant 1797.

Poursuivant la politique expansionniste de son père, Tipû Sâhib envahit en 1789 l'État voisin de Travancore, un protectorat britannique. La France, son allié traditionnel, alors en pleine révolution et mise en difficulté par la marine britannique, est incapable de fournir l'assistance que Tipû Sâhib attend. 
La politique de la terre brûlée et les difficultés d'approvisionnement forcent Lord Cornwallis, le commandant en chef des forces britanniques, à abandonner son attaque sur Seringapatam en juillet 1791 et à faire retraite sur Bangalore. Cependant, en février 1792, une nouvelle offensive entraîne la défaite de Tipû, une défaite assortie de conditions très dures : perte de territoires, paiement d'importantes réparations de guerre, trois millions de roupies. Deux de ses fils, Abdul Khaliq et Maiz ud-Din, âgés de 10 et 8 ans, sont pris comme otages et restent à Madras durant dix-huit mois, avant d'être rendus à leur père après le paiement des réparations. Le conflit entraîne la perte de nombreux territoires pour le Mysore, territoires que s'approprient les Marathes, le Nizâm et la présidence de Madras.
Ce conflit et le suivant voient l'utilisation massive de fusées d'attaque qui impressionnent fortement les Britanniques et ont inspiré William Congreve dans l'invention de ses fusées.

## Quatrième Guerre de Mysore (1799)
En 1799, Richard Wellesley, le nouveau gouverneur général des Indes, est déterminé à éliminer la menace du Mysore sur les ambitions britanniques en Inde. Au cours des deux premiers mois du conflit, le général Harris, le commandant en chef britannique, l'armée de la présidence de Madras et celle de la présidence de Bombay sous le commandement du général Stuart, fondent sur Seringapatam, pressés par deux facteurs critiques : les difficultés d'approvisionnement et la mousson qui approche et rend la Kâverî infranchissable.

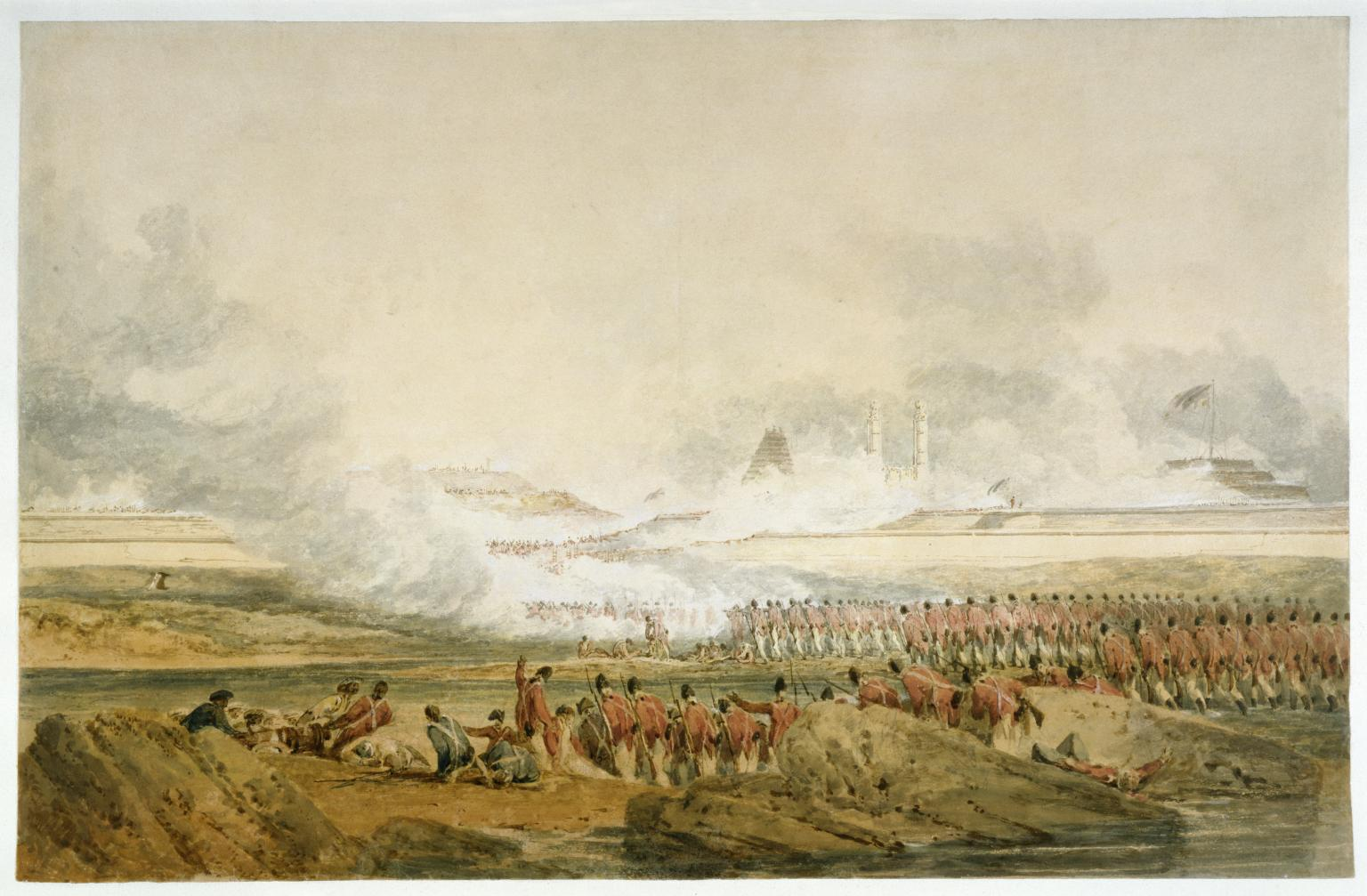
Le Siège de Seringapatam
William Turner, vers 1800
Tate Britain, Londres

Mais, le 4 mai, son esprit combattif semble avoir abandonné Tipû Sâhib et il n'est pas prêt à contrer l'attaque britannique menée par le major-general Baird à partir de 13 heures. Les Britanniques, divisés en deux colonnes, se rendent rapidement maîtres des remparts et se dirigent vers le palais. Deux heures après le début des combats, la famille de Tipû se rend, puis vers 17 heures Baird, le major Allan et le lieutenant-colonel Close découvrent la dépouille de Tipû sous une pile de corps. Il reçoit des funérailles militaires.
Un groupe de trois aquarelles de Turner, apparemment basées sur des dessins d'un ou plusieurs témoins oculaires, montre La Résidence du Rajah de Mysore dans le fort de Seringapatam lors de son emprisonnement, Hoollay Deedy, ou nouveau port de Sally où le sultan Tipû Sâhib a été tué, et une Vue générale du siège avec les forces britanniques traversant la rivière Cauvery.
La maison des Odeyâr est réinstallée à la tête du Mysore avec auprès d'elle un agent politique britannique. Le jeune héritier de Tipû, Fateh Alî, est envoyé en exil. Dans le même temps la ville de Coimbatore ainsi que la côte de Kanara sont rattachés à la compagnie des indes orientales. L'état d'Hyderabad, allié des britanniques depuis 1798, enregistre des gains territoriaux avant de les rétroceder en 1800. 